# Włodzimierz Klocek
Włodzimierz Stanisław Klocek vel Włodzimierz Kobiela, Paweł Radelicki vel Jan Brzoza, po wojnie Włodzimierz Niewęgłowski, ps. Garłuch, Pstrąg (ur. 15 stycznia 1921 w Krakowie, zm. 22 marca 1995 w Stanisławowie) – porucznik piechoty Polskich Sił Zbrojnych i Armii Krajowej, cichociemny, porucznik ludowego Wojska Polskiego.

## Życiorys
Był synem Aleksandra, działacza niepodległościowego, starszego asesora w PKP, i Heleny z domu Bylicy. W 1939 roku ukończył Liceum Humanistyczne przy Państwowym Gimnazjum im. Oswalda Balzera w Zakopanem, zdając maturę.
We wrześniu 1939 roku nie został zmobilizowany. Przekroczył granicę polsko-rumuńską 25 września 1939 roku. W kwietniu 1940 roku znalazł się we Francji, gdzie został skierowany do Szkoły Podoficerskiej w Camp de Coëtquidan. Służył jednocześnie w 2 batalionie (podoficerskim). W czerwcu 1940 roku przedostał się do Wielkiej Brytanii, gdzie został przydzielony do 3 batalionu strzelców 1 Brygady Strzelców. Jednocześnie uczył się w Szkole Podchorążych.
Zgłosił się do służby w kraju. Po przeszkoleniu w dywersji i propagandzie został zaprzysiężony 4 marca 1943 roku w Oddziale VI Sztabu Naczelnego Wodza. Zrzutu dokonano w nocy z 18 na 19 października 1943 roku w ramach operacji „Oxygen 8” dowodzonej przez kpt. naw. Antoniego Freyera. Dostał przydział do Kedywu Okręgu Lublin AK, do Inspektoratu Rejonowego Lublin, Obwodu Lubartów, Oddziału Dyspozycyjnego Kedywu na stanowisko instruktora i zastępcy dowódcy oddziału „Lekarza”-„Kłaka” (późniejszy 4 pluton Oddziału Partyzanckiego 8). Brał udział w wielu akcjach, m.in.:
- dywersja kolejowa na trasie Lublin–Parczew–Łuków,
- wysadzenie transportu wojskowego na trasie Lublin–Lubartów (marzec 1944 roku),
- akcje rozbrojeniowe,
- akcja na sklep dla Niemców pod Lubartowem,
- zniszczenie stacji pomp w Lubartowie (22 kwietnia 1944 roku).

W maju 1944 roku został przeniesiony do Inspektoratu Rejonu Radzyń na dowódcę oddziału partyzanckiego. Po przyjeździe został aresztowany w Leśnej. W czasie śledztwa (w Lublinie) nie został zdekonspirowany. Udało mu się zbiec na początku lipca 1944 roku. Powrócił do Lubartowa.
Po wojnie pracował jako dekorator. W latach 1978–1981 został zarejestrowany jako właściciel lokalu kontaktowego SB. Zmarł w Domu Pomocy Społecznej „Betania” w Stanisławowie, został pochowany na cmentarzu na Wólce Węglowej.

## Awanse
- starszy strzelec podchorąży – marzec 1942 roku
- podporucznik – ze starszeństwem z dniem 19 października 1943 roku
- porucznik – rozkazem personalnym Ministra Obrony Narodowej z 22 kwietnia 1970 roku.

## Ordery i odznaczenia
- Krzyż Srebrny Orderu Virtuti Militari nr 13543[1]
- Medal Wojska – czterokrotnie.